# Tinit
Tinit (ros. Тинит) – wieś w Rosji, w Dagestanie, w rejonie tabasarańskim. W 2010 liczyła 1384 mieszkańców, głównie Tabasaranów.